# Mirowice (województwo kujawsko-pomorskie)
Mirowice – (niem. Friedingen) wieś w Polsce położona w województwie kujawsko-pomorskim, w powiecie świeckim, w gminie Pruszcz. Według spisu powszechnego z 31 marca 2011 roku wieś liczyła 191 mieszkańców. 
W latach 1975–1998 miejscowość administracyjnie należała do województwa bydgoskiego.
W Mirowicach urodził się Hieronim Fokciński, polski duchowny katolicki, jezuita, filolog klasyczny, historyk.